# Ekerö (comuna)
Ekerö (em sueco: Ekerö kommun) é uma comuna da Suécia localizada no condado de Estocolmo. Sua capital é a cidade de Ekerö. Possui 217 quilômetros quadrados e segundo censo de 2018, havia 28 308 habitantes.
Está situada na ilha de Ekerön, no lago Mälaren, e localizada a 20 km a oeste da cidade de Estocolmo.                                                                                                                        A comuna abrange 140 ilhas, ilhéus e recifes, entre as quais Adelsö, Björkö, Ekerön, Munsö, Lovö e Färingsö.

## Comunicações
A comuna de Ekerö está ligada a Estocolmo pela estrada regional 261.

## Património turístico
A comuna dispõe de dois pontos turísticos classificados como património mundial da UNESCO:

- Birka (ruínas da cidade da Era Viking; século IX)
- Palácio de Drottningholm (residência da Família Real Sueca)